# Élections législatives de 1956 en Martinique
Les élections législatives de 1956 en Martinique sont des élections françaises qui ont eu lieu le 2 janvier 1956 dans le département de la Martinique dans le cadre des élections législatives françaises de 1956, sous la IVe République.
Ce sont les dernières élections législatives de la Quatrième république, après les élections de novembre 1946 et de juin 1951.

## Mode de scrutin
L'Assemblée nationale est composée de 626 sièges pourvus au scrutin proportionnel plurinominal suivant la règle de la plus forte moyenne dans le cadre départemental, sans panachage.
Le vote préférentiel est admis, en inscrivant un numéro d'ordre en face du nom d'un, de plusieurs ou de tous les candidats de la liste. Mais l'ordre ne pourra être modifié que si au moins la moitié des suffrages portés sur la liste est numéroté. Dans les faits les modifications n'ont jamais dépassé les 7%.
La loi électorale du 7 mai 1951, dite loi des apparentements, reste en vigueur. Elle permet à la base une répartition des sièges à la représentation proportionnelle dans le département, mais si des listes « apparentées » avant le déroulement du scrutin obtiennent ensemble une majorité absolue de suffrages exprimés, elles reçoivent directement tous les sièges à pourvoir.
Dans le département de la Martinique, trois députés sont à élire.

## Élus
| Député sortant         | Parti | Parti | Député élu ou réélu    | Parti | Parti |
| ---------------------- | ----- | ----- | ---------------------- | ----- | ----- |
| Aimé Césaire           |       | PCF   | Aimé Césaire           |       | PCF   |
| Léopold Bissol         |       | PCF   | Léopold Bissol         |       | PCF   |
| Emmanuel Véry-Hermence |       | SFIO  | Emmanuel Véry-Hermence |       | SFIO  |

## Résultats

### Résultats à l'échelle du département
| Parti    | Parti     | Tête de liste          | Résultats | Résultats | Appar. | Appar. | Sièges |
| Parti    | Parti     | Tête de liste          | Voix      | %         | Voix   | %      | Nb.    |
| -------- | --------- | ---------------------- | --------- | --------- | ------ | ------ | ------ |
|          | PCF       | Aimé Césaire           | 46 915    | 62,50     | -      | -      | 2      |
|          | SFIO      | Emmanuel Véry-Hermence | 22 017    | 29,33     | -      | -      | 1      |
|          | Rép. soc  | Léontel Calvert        | 5 585     | 7,44      | -      | -      | -      |
|          | ACD       | Charles Hélénon        | 403       | 0,54      | -      | -      | -      |
|          | RDA-UDSR  | Jean Toulouse          | 148       | 0,20      | -      | -      | -      |
|          | Réf. État | Claude Pasquier        | 0         | 0,00      | -      | -      | -      |
|          |           |                        |           |           |        |        |        |
| Inscrits | Inscrits  | Inscrits               | 121 668   | 100,00    |        |        | 3      |
| Votants  | Votants   | Votants                | 76 618    | 62,97     |        |        |        |
| Exprimés | Exprimés  | Exprimés               | 75 068    | 97,98     |        |        |        |